# King of the Ring 2000
King of the Ring 2000 è stata l'ottava edizione dell'omonimo pay-per-view prodotto annualmente dalla World Wrestling Federation. L'evento si è svolto il 25 giugno 2000 al Fleet Center di Boston (Massachusetts).

## Risultati
| #    | Risultati | Stipulazioni                                                  | Durata |
| ---- | --- | ------------------------------------------------------------- | ------ |
| Heat | Hardcore Holly ha sconfitto Gangrel | Single match                                                  | 02:51  |
| 1    | Rikishi ha sconfitto Chris Benoit per squalifica | Single match; Quarto di finale del King of the Ring           | 03:25  |
| 2    | Val Venis (con Trish Stratus) ha sconfitto Eddie Guerrero (con Chyna)                                                                                     | Single match; Quarto di finale del King of the Ring           | 08:04  |
| 3    | Crash Holly ha sconfitto Bull Buchanan | Single match; Quarto di finale del King of the Ring           | 04:07  |
| 4    | Kurt Angle (con Stephanie McMahon-Helmsley) ha sconfitto Chris Jericho                                                                                    | Single match; Quarto di finale del King of the Ring           | 09:50  |
| 5    | Edge e Christian hanno sconfitto Too Cool (c), The Hardy Boys (con Lita) e T & A con Trish Stratus)                                                       | 4-Way Elimination match per i WWF World Tag Team Championship | 14:11  |
| 6    | Rikishi ha sconfitto Val Venis (con Trish Stratus) | Single match; Semifinale del King of the Ring                 | 03:15  |
| 7    | Kurt Angle ha sconfitto Crash Holly | Single match; Semifinale del King of the Ring                 | 03:58  |
| 8    | Pat Patterson (c) vs. Gerald Brisco termina in un no contest                                                                                              | Hardcore match per il WWF Hardcore Championship               | 03:07  |
| 9    | D-Generation X (Road Dogg, X-Pac e Tori) ha sconfitto The Dudley Boyz                                                                                     | 3-on-2 Handicap Dumpster match                                | 09:45  |
| 10   | Kurt Angle ha sconfitto Rikishi | Single match; Finale del King of the Ring                     | 05:56  |
| 11   | The Rock, Kane e The Undertaker hanno sconfitto The McMahon-Helmsley Faction (Triple H (c), Mr. McMahon e Shane McMahon) (con Stephanie McMahon-Helmsley) | 6-Men Tag Team match per il WWF Championship                  | 17:54  |

### Struttura del King of the Ring
|  | Ottavi di finale 5 giugno-19 giugno (Raw) | Ottavi di finale 5 giugno-19 giugno (Raw) | Ottavi di finale 5 giugno-19 giugno (Raw) |                |              | Quarti di finale 25 giugno (King of the Ring) | Quarti di finale 25 giugno (King of the Ring) | Quarti di finale 25 giugno (King of the Ring) |  |  | Semifinali 25 giugno (King of the Ring) | Semifinali 25 giugno (King of the Ring) | Semifinali 25 giugno (King of the Ring) |  |  | Finale 25 giugno (King of the Ring) | Finale 25 giugno (King of the Ring) | Finale 25 giugno (King of the Ring) |  |
|  |                                           |                                           |                                           |                |              |                                               |                                               |                                               |  |  |                                         |                                         |                                         |  |  |                                     |                                     |                                     |  |
|  | Rikishi                                   | Rikishi                                   | Schienamento                              |                |              |                                               |                                               |                                               |  |  |                                         |                                         |                                         |  |  |                                     |                                     |                                     |  |
|  | Rikishi                                   | Rikishi                                   | Schienamento                              |                |              |                                               |                                               |                                               |  |  |                                         |                                         |                                         |  |  |                                     |                                     |                                     |  |
|  | Scotty 2 Hotty                            |                                           |                                           |                |              |                                               |                                               |                                               |  |  |                                         |                                         |                                         |  |  |                                     |                                     |                                     |  |
|  |                                           | Rikishi                                   | Rikishi                                   | Squalifica     |              |                                               |                                               |                                               |  |  |                                         |                                         |                                         |  |  |                                     |                                     |                                     |  |
|  |                                           |                                           |                                           | Squalifica     |              |                                               |                                               |                                               |  |  |                                         |                                         |                                         |  |  |                                     |                                     |                                     |  |
|  |                                           |                                           | Chris Benoit                              | Chris Benoit   | 3:25         |                                               |                                               |                                               |  |  |                                         |                                         |                                         |  |  |                                     |                                     |                                     |  |
|  | Chris Benoit                              | Chris Benoit                              | Chris Benoit                              | Chris Benoit   | 3:25         | Sottomissione                                 |                                               |                                               |  |  |                                         |                                         |                                         |  |  |                                     |                                     |                                     |  |
|  | Chris Benoit                              | Chris Benoit                              |                                           |                |              |                                               |                                               |                                               |  |  |                                         |                                         |                                         |  |  |                                     |                                     |                                     |  |
|  | X-Pac                                     |                                           |                                           |                |              |                                               |                                               |                                               |  |  |                                         |                                         |                                         |  |  |                                     |                                     |                                     |  |
|  |                                           | Rikishi                                   | Rikishi                                   | Schienamento   |              |                                               |                                               |                                               |  |  |                                         |                                         |                                         |  |  |                                     |                                     |                                     |  |
|  |                                           |                                           |                                           |                |              |                                               |                                               |                                               |  |  |                                         |                                         |                                         |  |  |                                     |                                     |                                     |  |
|  |                                           |                                           | Val Venis                                 | Val Venis      | 3:15         |                                               |                                               |                                               |  |  |                                         |                                         |                                         |  |  |                                     |                                     |                                     |  |
|  | Val Venis                                 | Val Venis                                 | Val Venis                                 | Val Venis      | 3:15         | Schienamento                                  |                                               |                                               |  |  |                                         |                                         |                                         |  |  |                                     |                                     |                                     |  |
|  | Val Venis                                 | Val Venis                                 |                                           |                |              |                                               |                                               |                                               |  |  |                                         |                                         |                                         |  |  |                                     |                                     |                                     |  |
|  | Jeff Hardy                                |                                           |                                           |                |              |                                               |                                               |                                               |  |  |                                         |                                         |                                         |  |  |                                     |                                     |                                     |  |
|  |                                           | Val Venis                                 | Val Venis                                 | Schienamento   |              |                                               |                                               |                                               |  |  |                                         |                                         |                                         |  |  |                                     |                                     |                                     |  |
|  |                                           |                                           |                                           | Schienamento   |              |                                               |                                               |                                               |  |  |                                         |                                         |                                         |  |  |                                     |                                     |                                     |  |
|  |                                           |                                           | Eddie Guerrero                            | Eddie Guerrero | 8:04         |                                               |                                               |                                               |  |  |                                         |                                         |                                         |  |  |                                     |                                     |                                     |  |
|  | Eddie Guerrero                            | Eddie Guerrero                            | Eddie Guerrero                            | Eddie Guerrero | 8:04         | Schienamento                                  |                                               |                                               |  |  |                                         |                                         |                                         |  |  |                                     |                                     |                                     |  |
|  | Eddie Guerrero                            | Eddie Guerrero                            |                                           |                |              |                                               |                                               |                                               |  |  |                                         |                                         |                                         |  |  |                                     |                                     |                                     |  |
|  | Chyna                                     |                                           |                                           |                |              |                                               |                                               |                                               |  |  |                                         |                                         |                                         |  |  |                                     |                                     |                                     |  |
|  |                                           | Rikishi                                   | Rikishi                                   | 5:56           |              |                                               |                                               |                                               |  |  |                                         |                                         |                                         |  |  |                                     |                                     |                                     |  |
|  |                                           |                                           |                                           |                |              |                                               |                                               |                                               |  |  |                                         |                                         |                                         |  |  |                                     |                                     |                                     |  |
|  |                                           |                                           | Kurt Angle                                | Kurt Angle     | Schienamento |                                               |                                               |                                               |  |  |                                         |                                         |                                         |  |  |                                     |                                     |                                     |  |
|  | Hardcore Holly                            |                                           | Kurt Angle                                | Kurt Angle     | Schienamento |                                               |                                               |                                               |  |  |                                         |                                         |                                         |  |  |                                     |                                     |                                     |  |
|  |                                           |                                           |                                           |                |              |                                               |                                               |                                               |  |  |                                         |                                         |                                         |  |  |                                     |                                     |                                     |  |
|  | Crash Holly                               | Crash Holly                               | Squalifica                                |                |              |                                               |                                               |                                               |  |  |                                         |                                         |                                         |  |  |                                     |                                     |                                     |  |
|  | Crash Holly                               | Crash Holly                               | Squalifica                                |                | Crash Holly  | Crash Holly                                   | Schienamento                                  |                                               |  |  |                                         |                                         |                                         |  |  |                                     |                                     |                                     |  |
|  |                                           |                                           |                                           |                | Crash Holly  | Crash Holly                                   | Schienamento                                  |                                               |  |  |                                         |                                         |                                         |  |  |                                     |                                     |                                     |  |
|  |                                           |                                           | Bull Buchanan                             | Bull Buchanan  | 4:07         |                                               |                                               |                                               |  |  |                                         |                                         |                                         |  |  |                                     |                                     |                                     |  |
|  | Bull Buchanan                             | Bull Buchanan                             | Bull Buchanan                             | Bull Buchanan  | 4:07         | Schienamento                                  |                                               |                                               |  |  |                                         |                                         |                                         |  |  |                                     |                                     |                                     |  |
|  | Bull Buchanan                             | Bull Buchanan                             |                                           |                |              |                                               |                                               |                                               |  |  |                                         |                                         |                                         |  |  |                                     |                                     |                                     |  |
|  | Perry Saturn                              |                                           |                                           |                |              |                                               |                                               |                                               |  |  |                                         |                                         |                                         |  |  |                                     |                                     |                                     |  |
|  |                                           | Crash Holly                               | Crash Holly                               | Schienamento   |              |                                               |                                               |                                               |  |  |                                         |                                         |                                         |  |  |                                     |                                     |                                     |  |
|  |                                           |                                           |                                           |                |              |                                               |                                               |                                               |  |  |                                         |                                         |                                         |  |  |                                     |                                     |                                     |  |
|  |                                           |                                           | Kurt Angle                                | Kurt Angle     | 3:58         |                                               |                                               |                                               |  |  |                                         |                                         |                                         |  |  |                                     |                                     |                                     |  |
|  | Kurt Angle                                | Kurt Angle                                | Kurt Angle                                | Kurt Angle     | 3:58         | Schienamento                                  |                                               |                                               |  |  |                                         |                                         |                                         |  |  |                                     |                                     |                                     |  |
|  | Kurt Angle                                | Kurt Angle                                |                                           |                |              |                                               |                                               |                                               |  |  |                                         |                                         |                                         |  |  |                                     |                                     |                                     |  |
|  | Bubba Ray Dudley                          |                                           |                                           |                |              |                                               |                                               |                                               |  |  |                                         |                                         |                                         |  |  |                                     |                                     |                                     |  |
|  |                                           | Kurt Angle                                | Kurt Angle                                | Schienamento   |              |                                               |                                               |                                               |  |  |                                         |                                         |                                         |  |  |                                     |                                     |                                     |  |
|  |                                           |                                           |                                           | Schienamento   |              |                                               |                                               |                                               |  |  |                                         |                                         |                                         |  |  |                                     |                                     |                                     |  |
|  |                                           |                                           | Chris Jericho                             | Chris Jericho  | 9:50         |                                               |                                               |                                               |  |  |                                         |                                         |                                         |  |  |                                     |                                     |                                     |  |
|  | Chris Jericho                             | Chris Jericho                             | Chris Jericho                             | Chris Jericho  | 9:50         | Schienamento                                  |                                               |                                               |  |  |                                         |                                         |                                         |  |  |                                     |                                     |                                     |  |
|  | Chris Jericho                             | Chris Jericho                             |                                           |                |              |                                               |                                               |                                               |  |  |                                         |                                         |                                         |  |  |                                     |                                     |                                     |  |
|  | Edge                                      |                                           |                                           |                |              |                                               |                                               |                                               |  |  |                                         |                                         |                                         |  |  |                                     |                                     |                                     |  |